# Winnipeg Motor Cars
Winnipeg Motor Cars Ltd. war ein kanadischer Hersteller von Automobilen.

## Unternehmensgeschichte
Das Unternehmen wurde Anfang 1921 in Winnipeg gegründet. Beteiligt waren Frank und Dave Ogletree, E. L. Herbert und Louis N. Arsenault.
begann 1921 mit der Produktion von Automobilen. Der Markenname lautete Winnipeg. George Shutler war einer der Geldgeber. 1923 traten Geldprobleme auf, die zum Bankrott und zur Produktionsaufgabe führten.

## Fahrzeuge
Das Modell von 1921 entsprach bis auf das Emblem dem Hatfield von der Cortland Cart & Carriage Company aus den USA. Ein Vierzylindermotor von Herschell-Spillman sorgte für den Antrieb. Von diesem Modell entstand nur ein Fahrzeug.
1923 wurden Teile von der George W. Davis Motor Car Company aus den USA bezogen, um daraus Fahrzeuge zu fertigen. Eine Quelle nennt zehn Fahrzeuge, die möglicherweise nicht alle fertiggestellt wurden, eine andere elf. Sie hatten einen Sechszylindermotor.